# Milovan Rajevac
Milovan Rajevac (sârbă Милован Рајевац) (n. 2 ianuarie 1954 în Čajetina) este un fost fotbalist sârb, antrenor al echipei naționale de fotbal a Ghanei din august 2008. Ca jucător, a evoluat pentru Borac Čačak, Steaua Roșie Belgrad, FK Vojvodina și Sloboda Užice.